# Zyprischer Fußballpokal 1982/83
Der Zyprische Fußballpokal 1982/83 war die 41. Austragung des zyprischen Pokalwettbewerbs. Er wurde vom zyprischen Fußballverband ausgetragen. Das Finale fand am 28. Mai 1983 im Tsirion-Stadion von Nikosia statt.
Pokalsieger wurde Titelverteidiger Omonia Nikosia. Das Team setzte sich im Finale gegen Enosis Neon Paralimni durch. Da Omonia auch die Meisterschaft gewann, qualifizierte sich der unterlegene Pokalfinalist für den Europapokal der Pokalsieger 1983/84.
Alle Begegnungen wurden in einem Spiel ausgetragen. Bei unentschiedenem Ausgang wurde das Spiel um zweimal 15 Minuten verlängert. Stand danach kein Sieger fest, folgte ein Wiederholungsspiel auf des Gegners Platz. Endete auch dies unentschieden, gab es eine Verlängerung und gegebenenfalls ein Elfmeterschießen.

## Teilnehmer
| First Division (14)                                                                                                   | First Division (14) | Second Division (14) | Second Division (14) | Third Division (14) | Third Division (14) |
| --- | --- | --- | --- | --- | --- |
| - AEL Limassol - Alki Larnaka - Anorthosis Famagusta - APOEL Nikosia - Apollon Limassol - APOP Paphos - Aris Limassol | - Enosis Neon Paralimni - EPA Larnaka - Nea Salamis Famagusta - Olympiakos Nikosia - Omonia Aradippou - Omonia Nikosia - Pezoporikos Larnaka | - Adonis Idaliou - AEM Morphou - Anagennisi Deryneia - Apollon Lympion - Evagoras Paphos - Chalkanoras Idaliou - Digenis Akritas Ypsona | - Ermis Aradippou - Ethnikos Achnas - Kentro Neotitas Maroniton - Keravnos Strovolou - Orfeas Nikosia - Othellos Athienou - PAEEK Kyrenia | - Akritas Chlorakas - AEK Kythreas - APEP Pitsilia - ASIL Lysi - ASO Ormideia - Digenis Akritas Morphou - Doxa Katokopia | - ENAD Ayiou Dometiou - Enosis Neon THOI Lakatamia - Ethnikos Assia - Iraklis Gerolakkou - Neos Aionas Trikomou - Olimpiada Neapolis - Orfeas Athienou |

## Vorrunde
In dieser Runde traten alle 14 Teams der Third Division und 6 Teams der Second Division an.
|                     | Ergebnis  |                            |
| ------------------- | --------- | -------------------------- |
| Akritas Chlorakas   | 1:1 n. V. | Adonis Idaliou             |
| ASO Ormideia        | 0:3       | Ethnikos Assia             |
| Doxa Katokopia      | 3:0       | Digenis Akritas Morphou    |
| ENAD Ayiou Dometiou | 3:1       | Neos Aionas Trikomou       |
| Iraklis Gerolakkou  | 0:0 n. V. | Enosis Neon THOI Lakatamia |
| Othellos Athienou   | 6:0       | ASIL Lysi                  |
| Olimpiada Neapolis  | 2:3       | Digenis Akritas Ypsona     |
| Orfeas Athienou     | 0:2       | Apollon Lympion            |
| PAEEK Kyrenia       | 1:2       | APEP Pitsilia              |
| Chalkanoras Idaliou | 1:2       | AEK Kythreas               |

### Wiederholungsspiele
|                            | Ergebnis |                    |
| -------------------------- | -------- | ------------------ |
| Adonis Idaliou             | 3:0      | Akritas Chlorakas  |
| Enosis Neon THOI Lakatamia | 0:1      | Iraklis Gerolakkou |

## 1. Runde
Alle 14 Vereine der First Division und 8 weitere Vereine der Second Division stiegen in dieser Runde ein.
|                           | Ergebnis  |                       |
| ------------------------- | --------- | --------------------- |
| Adonis Idaliou            | 2:2 n. V. | EPA Larnaka           |
| AEL Limassol              | 2:2 n. V. | Nea Salamis Famagusta |
| Anorthosis Famagusta      | 3:0       | Anagennisi Deryneia   |
| APOEL Nikosia             | 1:0       | AEM Morphou           |
| Apollon Limassol          | 4:3       | Keravnos Strovolou    |
| APOP Paphos               | 5:0 n. V. | Doxa Katokopia        |
| Omonia Aradippou          | 3:0       | Ethnikos Assia        |
| ENAD Ayiou Dometiou       | 1:1 n. V. | APEP Pitsilia         |
| Evagoras Paphos           | 2:1       | Orfeas Nikosia        |
| Kentro Neotitas Maroniton | 2:0       | Ermis Aradippou       |
| Apollon Lympion           | 2:1       | Ethnikos Achnas       |
| Othellos Athienou         | 2:0       | Alki Larnaka          |
| Olympiakos Nikosia        | 2:1       | Aris Limassol         |
| Enosis Neon Paralimni     | 4:0       | AEK Kythreas          |
| Pezoporikos Larnaka       | 8:1       | Iraklis Gerolakkou    |
| Digenis Akritas Ypsona    | 0:4       | Omonia Nikosia        |

### Wiederholungsspiele
|                       | Ergebnis |                     |
| --------------------- | -------- | ------------------- |
| EPA Larnaka           | 4:0      | Adonis Idaliou      |
| Nea Salamis Famagusta | 3:0      | AEL Limassol        |
| APEP Pitsilia         | 3:0      | ENAD Ayiou Dometiou |

## 2. Runde
|                       | Ergebnis  |                           |
| --------------------- | --------- | ------------------------- |
| Anorthosis Famagusta  | 5:3       | Omonia Aradippou          |
| APEP Pitsilia         | 0:8       | Omonia Nikosia            |
| APOEL Nikosia         | 3:1       | EPA Larnaka               |
| APOP Paphos           | 3:2       | Olympiakos Nikosia        |
| Evagoras Paphos       | 1:4 n. V. | Apollon Limassol          |
| Enosis Neon Paralimni | 3:2       | Apollon Lympion           |
| Pezoporikos Larnaka   | 3:1       | Kentro Neotitas Maroniton |
| Nea Salamis Famagusta | 2:0       | Othellos Athienou         |

## Viertelfinale
|                       | Ergebnis  |                       |
| --------------------- | --------- | --------------------- |
| APOEL Nikosia         | 1:1 n. V. | Pezoporikos Larnaka   |
| Apollon Limassol      | 1:1 n. V. | Anorthosis Famagusta  |
| Omonia Nikosia        | 8:1       | APOP Paphos           |
| Enosis Neon Paralimni | 4:2 n. V. | Nea Salamis Famagusta |

### Wiederholungsspiele
|                      | Ergebnis              |                  |
| -------------------- | --------------------- | ---------------- |
| Pezoporikos Larnaka  | 0:0 n. V. (2:4 i. E.) | APOEL Nikosia    |
| Anorthosis Famagusta | 2:1                   | Apollon Limassol |

## Halbfinale
|                       | Ergebnis |                |
| --------------------- | -------- | -------------- |
| Anorthosis Famagusta  | 0:1      | Omonia Nikosia |
| Enosis Neon Paralimni | 1:0      | APOEL Nikosia  |

## Finale
| Paarung  | Apollon Limassol – Enosis Neon Paralimni                                   |
| Ergebnis | 2:1 (1:0)                                                                  |
| Datum    | 28. Mai 1983                                                               |
| Stadion  | Tsirion-Stadion, Nikosia                                                   |
| Tore     | 1:0 Andreas Kanaris (19.) 1:1 Walter Vevis (77.) 2:1 Aristos Sergiou (78.) |